# Kussmaulovo dýchání
Kussmaulovo dýchání je abnormální dýchání, které je typickým projevem respirační kompenzace metabolické acidózy. Objevuje se např. při diabetické ketoacidóze či renálním selhání. Je charakterizováno jako výrazná hyperpnoe a značně zvětšená minutová ventilace s výrazným dechovým úsilím.
Je pojmenováno po německém lékaři Adolphu Kussmaulovi (1822–1902).